# Костаков, Владимир Никитович
Владимир Никитович Костаков (1911, Орёл — не ранее 1971) — советский партийный деятель, 1-й секретарь ЦК ЛКСМУ Молдавии (1945—1947). 1-й секретарь Симферопольского городского комитета ВКП(б) (1950—1954). Делегат XIX съезда КПСС.

## Биография
Родился в 1911 году Орле. В 1927—1928 годах чернорабочий Орловского городского коммунального отдела. В 1928—1930 годах булочник Центрального рабочего кооператива в Орле. В 1930—1931 годах председатель правления жилищно-кооперативного общества имени Ленина в Орле. Член ВКП(б) с 1931 года. В 1931—1932 годах заместитель директора Орловской межрайонной инкубаторной станции. С февраля по октябрь 1932 заведующий организационного отдела Орловской горжилсоюза. В октябре 1932 года секретарь комитета ВЛКСМ учебного комбината станции Орел Московско-Курской железной дороги. С июня 1933 года заведующий организационно-инструкторского отдела Орловского городского комитета ВЛКСМ. В январе 1934 года заместитель директора по политической части учебного комбината станции Орел. В январе — июле 1936 комсорг ЦК ВЛКСМ вагонного участка станции Орел Дзержинской железной дороги. С июля 1936 помощник начальника политического отдела по комсомолу станции Верховье Дзержинской железной дороги Орловской области. С сентября 1937 года помощник по комсомолу начальника политического отдела Дзержинской железной дороги в Москве. С июля 1938 года ответственный парторганизатор, помощник начальника по комсомолу в политуправлении Народного комиссариата путей сообщения СССР в Москве. Награждён медалью «За трудовую доблесть» (1939). В сентябре — октябре 1941 года помощник начальника по комсомолу в политическом отделе строительства № 7 города Москвы. С октября 1941 года помощник начальника по комсомолу в политическом отделе Ленинской железной дороги в Москве.
В феврале 1942— июне 1943 года 1-й секретарь Ярославского областного комитета ВЛКСМ. В 1943—1945 годах заведующий организационно-инструкторского отдела ЦК ВЛКСМ. В 1945—1947 годах 1-й секретарь ЦК ЛКСМУ Молдавии. Депутат Верховного совета Молдавской ССР 2-го созыва. С декабря 1947 года заведующий сектором комсомольских кадров Управления кадров ЦК ВКП(б). С августа 1948 по август 1949 года заместитель заведующего сектором отдела комсомольских органов партийных, профсоюзных и комсомольских органов ЦК ВКП(б). В 1949 — январе 1950 года 2-й секретарь Симферопольского городского комитета ВКП(б) Крымской области. В 1952 году заочно окончил педагогический институт. В январе 1950 — феврале 1954 года 1-й секретарь Симферопольского городского комитета ВКП(б) (КПСС) Крымской области. 
Делегат XIX съезда КПСС 5 по 14 октября 1952 года  в Москве от Крымской партийной организации с решающим голосом.
В 1954—1956 годах секретарь исполнительного комитета Крымского областного совета депутатов трудящихся.
Начальник Управления культуры исполкома Севастопольского горсовета. Персональный пенсионер союзного значения (1971).